# Rhyacodrilus riabuschinskii
Rhyacodrilus riabuschinskii är en ringmaskart som beskrevs av Wilhelm Michaelsen 1931. Rhyacodrilus riabuschinskii ingår i släktet Rhyacodrilus och familjen glattmaskar. Inga underarter finns listade i Catalogue of Life.